# Giải Félix
Giải Félix (tiếng Pháp: Trophée Félix hay Prix Félix) là một giải thưởng được trao hằng năm bởi Association du disque, de l'industrie du spectacle québécois (ADISQ) cho các nghệ sĩ đang làm việc trong nền công nghiệp âm nhạc và giải trí của tỉnh Québec của Canada.

## Giải thưởng
Lễ trao giải Félix đầu tiên được tổ chức vào ngày 23 tháng 9 năm 1979. Ý tưởng của giải thưởng thuộc về chủ tịch đầu tiên của ADISQ, Gilles Talbot. Chiếc cúp giải thưởng được thiết kế bởi Marc-André Parisé.
Tên của các giải thưởng được đặt để tưởng nhớ người viết bài hát Félix Leclerc của Québec.
Trái với Giải Juno, giải thưởng mà các đề cử dựa theo doanh số ghi âm, các đề cử và người chiến thắng của giải Félix được quyết định bởi các thành viên của ADISQ. Các giải thưởng được trao trong lễ trao giải "Gala de l'ADISQ" được tổ chức hằng năm. Một số hạng mục gồm Album bán chạy nhất, Album xuất sắc nhất (trong nhiều thể loại âm nhạc), Người viết bài hát của năm, Nhà soạn nhạc của năm, Ca khúc của năm, Nam/Nữ nghệ sĩ của năm, Khám phá của năm, Chương trình của năm, vân vân.
Các giải thưởng đôi lúc đã từng gây tranh cãi. Năm 1983, người viết bài hát Luc Plamondon gây ra tranh cãi khi sử dụng bài phát biểu chấp nhận giải thưởng để tố cáo luật bản quyền. Năm 1991, Céline Dion công khai từ chối giải Félix cho nghệ sĩ nói tiếng Anh của năm với album tiếng Anh Unison của cô; cô không cho rằng mình là một nghệ sĩ nói tiếng Anh. Thay vào đó, cô đề nghị ADISQ tạo ra một hạng mục giải thưởng mới cho nghệ sĩ thành công nhất trên toàn cầu. Ngay năm sau đó, ban tổ chức đã tạo ra một hạng mục như vậy: Nghệ sĩ biểu diễn bằng ngôn ngữ khác tiếng Pháp thành công nhất (tiếng Pháp: Artiste s'étant le plus illustré dans une autre langue que le français)

## Danh sách không đầy đủ những người nhận giải
- April Wine
- Beau Dommage
- Daniel Bélanger
- Daniel Boucher
- Isabelle Boulay
- Gerry Boulet
- Édith Butler
- Marie Carmen
- Robert Charlebois
- Martine Chevrier
- Jim Corcoran
- Sylvain Cossette
- Richard Desjardins
- Céline Dion
- Marc Drouin
- Diane Dufresne
- Jean-Pierre Ferland
- Pierre Flynn
- André Gagnon
- Garou
- Corey Hart
- Laurence Jalbert
- La Bottine Souriante
- Les Cowboys Fringants
- Julie Lamontagne
- Pierre Lapointe
- Daniel Lavoie
- Jean Leloup
- Hubert Lenoir
- Loco Locass
- Loud
- Marjo
- Patrice Michaud
- Ariane Moffatt
- Davide Monteduro
- Kevin Parent
- Bruno Pelletier
- Marie Denise Pelletier
- Paul Piché
- Michel Rivard
- Richard Séguin
- Martine St-Clair
- Diane Tell
- Fabienne Thibeault
- Marie-Chantal Toupin
- Uzeb
- Roch Voisine
- Andrée Watters
- Cœur de pirate
- Garolou
- Gaston Miron